# Thiodicarb
Thiodicarb ist ein Wirkstoff zum Pflanzenschutz und eine chemische Verbindung aus der Gruppe der Carbamate.

## Gewinnung und Darstellung
Thiodicarb kann durch Reaktion von Methomyl mit Thionylchlorid oder Schwefel(I)-chlorid gewonnen werden.

## Eigenschaften
Thiodicarb ist ein weißer bis gelblicher Feststoff. Er ist stabil unter Lichteinwirkung und normalen Umgebungsbedingungen, kann aber unter sauren und basischen Bedingungen hydrolysieren. Das wichtigste Abbauprodukt bei Hydrolyse von Thiodicarb ist Methomyl. Bei erhöhten Temperaturen (z. B. über 100 °C) zersetzt es sich im Wesentlichen in Kohlendioxid, Acetonitril und Dimethyldisulfid. Der Abbauprozess wird durch Schwermetallsalze vom Lewis-Säure-Typ katalysiert.

## Verwendung
Thiodicarb ist ein nicht-systemisches Carbamat-Insektizid mit einem relativ engen Wirkungsspektrum, das eng mit seinem Metabolit Methomyl verwandt ist. Es wirkt spezifisch gegen Schädlinge aus der Familie der Schmetterlinge und zwar auf deren Larven und Eier. Thiodicarb unterdrückt auch schädliche Käfer und einige Schnabelkerfe und wird vor allem bei Baumwolle, Mais und Sojabohnen verwendet. Die Wirkung beruht auf der Hemmung der Cholinesterase-Enzymen.

## Zulassung
Thiodicarb wurde in den USA 1984 erstmals zugelassen und von Rhône-Poulenc produziert.
Die EU-Kommission entschied 2007, dass Thiodicarb nicht in die Liste der zulässigen Wirkstoffe aufgenommen werden soll. Ausschlaggebend war die Einschätzung, dass die Anwendung von Thiodicarb beim Anbau von Tafel- oder Weintrauben zu einer akuten Gesundheitsgefahr für Verbraucher führen kann. Die Zulassung als Molluskizid wurde ebenfalls nicht erteilt, weil zu wenig Daten zur Belastung des Anwenders und zur Gefährdung des Grundwassers vorlagen.
In Deutschland, Österreich und der Schweiz sind keine Pflanzenschutzmittel mit diesem Wirkstoff zugelassen.
In Brasilien ist Thiodicarb unter dem Handelsnamen Larvin (Bayer) zugelassen zur Anwendung auf Baumwolle (Spodoptera frugiperda und Heliothis virescens), Mais (Spodoptera frugiperda) und Soja (Anticarsia gemmatalis und Chrysodeixis includens). Im Jahr 2016 erwirkte Bayer eine Erweiterung der Zulassung zur Bekämpfung von Helicoverpa armigera auf Baumwolle und Soja in Brasilien.

## Sicherheitshinweise
Thiodicarb ist als möglicherweise krebserregend (Gruppe B2) eingestuft.